# 紀伊小倉站
紀伊小倉站（日语：／ Kii-Ogura eki */?）是位於和歌山縣和歌山市新庄482番1號，屬於西日本旅客鐵道（JR西日本）的和歌山線車站。

## 歷史
- 1938年（昭和13年）7月15日 - 和歌山線船戶站至布施屋站之間開設此站[1]。
- 1987年（昭和62年）4月1日 - 伴隨國鐵分割民營化，車站由西日本旅客鐵道（JR西日本）營運[1][2]。
- 2020年（令和2年）3月14日 - 車站開始可以使用IC卡「ICOCA」[3]。此站設有IC卡專用簡易閘機。

## 車站構造
本站是地面車站，設有1面1線的單式月台。和歌山方向的列車會開啟左邊車門，而該方向和往五條方向的列車都會停靠在同一月台上。
此站是由和歌山站管理的無人車站。月台上蓋中設有自動售票機。自2020年3月14日時間表修正後，此站可使用ICOCA等交通系IC卡。乘車時需要在車上拍卡，下車時需要在站內使用出閘用IC卡專用簡易閘機。

## 使用狀況
以下為1日平均乘車人次：
| 年度   | 1日平均 乘車人次 |
| ------ | ---------------- |
| 1998年 | 1,070            |
| 1999年 | 1,073            |
| 2000年 | 1,058            |
| 2001年 | 1,017            |
| 2002年 | 916              |
| 2003年 | 918              |
| 2004年 | 891              |
| 2005年 | 844              |
| 2006年 | 800              |
| 2007年 | 814              |
| 2008年 | 780              |
| 2009年 | 750              |
| 2010年 | 722              |
| 2011年 | 702              |
| 2012年 | 697              |
| 2013年 | 749              |
| 2014年 | 710              |
| 2015年 | 728              |
| 2016年 | 738              |
| 2017年 | 689              |
| 2018年 | 670              |

車站附近較多高校學生使用。以車站規模來說，此站較多人使用，早上和黃昏會十分繁忙。在1日平均乘車人次中，比快速停車站打田站還要多。

## 車站周邊
車站附近設有農田。
- 和歌山市政廳小倉分所
- 和歌山縣立和歌山高等學校（日语：和歌山県立和歌山高等学校）
- 和歌山市立小倉小學
- 和歌山縣工業技術中心
- 和歌山縣立和歌山產業技術専門學院
- 小倉郵局
- 小倉保育園
- JR貨物和歌山線外貨運站（日语：和歌山オフレールステーション）

## 巴士路線
和歌山市需求型合乘的士 小倉地區
- 上三毛自治會館系統（辻岡醫院～紀伊小倉站～上三毛自治會館）
- 勝寶台系統（辻岡醫院～紀伊小倉站～勝寶台）
- 金谷自治會館系統（紀伊小倉站～金谷自治會館）

上記各路線設有4往返班次。

## 相鄰車站
西日本旅客鐵道（JR西日本）
 和歌山線
■快速
通過
■普通
船戶－紀伊小倉－布施屋

## 注腳
1. 1 2 3  曾根悟（監修）. 朝日新聞出版分冊百科編集部（編集） , 编. . 週刊朝日百科. 42号 阪和線・和歌山線・桜井線・湖西線・関西空港線. 朝日新聞出版. 2010-05-16: 20–21 （日语）.
2. ↑  『交通年鑑 昭和63年版』 交通協力會，1988年3月。
3. ↑   (PDF) (新闻稿). 西日本旅客鉄道和歌山支社. 2019-12-13  [2021-01-08]. （原始内容 (PDF)存档于2021-01-04） （日语）.
4. ↑  《和歌山縣統計年鑑》和《和歌山縣公共交通機關等資料集》

## 外部連結
- 紀伊小倉｜車站資訊：JR出門網 - 西日本旅客鐵道（日語）